# Ophthalmitis prasinospila
Ophthalmitis prasinospila är en fjärilsart som beskrevs av Louis Beethoven Prout 1916. Ophthalmitis prasinospila ingår i släktet Ophthalmitis och familjen mätare. Inga underarter finns listade i Catalogue of Life.